# Complanarità
In geometria la complanarità è la proprietà di due o più oggetti dello spazio euclideo di giacere sullo stesso piano.

## Condizione di complanarità in uno spazio tridimensionale
Nello spazio tridimensionale, tutti i punti (x,y,z) che giacciono su un piano fissato risolvono un'equazione del tipo:
{\displaystyle ax+by+cz=d\ }
Quindi i punti di un insieme sono complanari se e solo se esistono delle costanti reali a, b, c, d per cui ogni punto (x,y,z) dell'insieme risolve quest'equazione.

### Esempi
Tre punti qualunque di uno spazio euclideo sono sempre complanari, così come un punto e una retta, oppure due rette che si intersecano.